# Ras Abu Ammar
Ras Abu Ammar (arab. رأس أبو عمار) – nieistniejąca już arabska wieś, która była położona w Dystrykcie Jerozolimy w Mandacie Palestyny. Wieś została wyludniona i zniszczona podczas I wojny izraelsko arabskiej (al-Nakba), po ataku Sił Obronnych Izraela w dniu 21 października 1948.

## Położenie
Ras Abu Ammar leżała wśród wzgórz Judei, w odległości 14 kilometrów na zachód od miasta Jerozolima. Według danych z 1945 do wsi należały ziemie o powierzchni 834 ha. We wsi mieszkało wówczas 620 osób.
| własność gruntów | powierzchnia gruntów (hektary) |
| ---------------- | ------------------------------ |
| Arabowie         | 831,3                          |
| Żydzi            | 0                              |
| publiczne        | 2,9                            |
| Razem            | 834,2                          |

| Rodzaj użytkowanych gruntów | hektary |
| --------------------------- | ------- |
| uprawy oliwek               | 10      |
| uprawy nawadniane           | 92,5    |
| uprawy zbóż                 | 279,1   |
| nieużytki                   | 458,6   |
| zabudowane                  | 0,2     |

## Historia
W okresie panowania Brytyjczyków Ras Abu Ammar była średniej wielkości wsią. Posiadała własną szkołę podstawową dla chłopców.
Podczas I wojny izraelsko-arabskiej w drugiej połowie maja 1948 wieś zajęły egipskie oddziały. Podczas operacji Ha-Har w nocy z 20 na 21 października 1948 wieś zajęli Izraelczycy. Mieszkańcy zostali wysiedleni, a wszystkie domy wyburzono.

## Miejsce obecnie
Na gruntach wioski Ras Abu Ammar powstał w 1950 moszaw Mewo Betar, oraz w 1960 wieś komunalna Cur Hadasa.